# Lockheed C-5 Galaxy
Lockheed C-5 Galaxy är ett tungt transportflygplan som används av Air Mobility Command i USA:s flygvapen för att transportera materiel och personal för USA:s försvarsdepartement. C-5 Galaxy är ett av världens största transportflygplan. 

## Beskrivning
Huvuduppgiften för C-5 är transport av tung och skrymmande materiel, vilket underlättas av att flygplanet kan öppna både nos och akter. C-5 kan transportera 345 soldater. Ett stort antal av dessa "gamla" utvalda flygplan från flottan har idag moderniserats. Man har bytt ut vingbalkarna på grund av tidigare sprickproblem, givit planet helt ny flygelektronik, samt utfört ett "RE-Engine"-program på flygplanen för att få bättre prestanda.
De nya CF6-motorerna ökar C-5:s högsta marschhöjd från 26 000 fot (8 000 meter) till 33 000 fot (10 000 meter), samt ger Galaxyplanet 22 % större dragkraft, 30 % kortare startsträcka och 58 % högre stighastighet efter start, jämfört med de äldre motorerna. CF6-motorerna ger dessutom betydligt bättre bränsleekonomi.